# Fernley, Nevada
Quận Fernley là một thành phố thuộc tiểu bang Nevada, Hoa Kỳ.
Theo điều tra dân số của Cục điều tra dân số Hoa Kỳ năm 2000, cộng đồng này có dân số 8543 người.
Fernley nằm ở giao lộ 80 liên tiểu bang, giao cắt quốc lộ Hoa Kỳ 50, và Hoa Kỳ 95A.
Theo điều tra dân số Hoa Kỳ Văn phòng, các CDP có tổng diện tích là 35,4 dặm vuông (92 km2), tất cả đều là đất